# Haploclastus robustus
Haploclastus robustus är en spindelart som först beskrevs av Pocock 1899.  Haploclastus robustus ingår i släktet Haploclastus och familjen fågelspindlar. Inga underarter finns listade i Catalogue of Life.